# De Lorean Motor Company
De Lorean Motor Company (DMC) je bio američki proizvođač automobila kojeg je 24. listopada 1975. godine u Detroitu osnovao John DeLorean, bivši zaposlenik u General Motorsu. Tvrtka je upamćena po jedinom modelu koji je proizvodila - sportski kupe DMC-12 s karoserijom od nehrđajućeg čelika i vratima u obliku galebovih krila - kao i po svojoj kratkoj i turbulentnoj povijesti koja ju je 1982. odvela u stečaj. Prije propasti, u očajničkom pokušaju da sakupi novac za spas tvrtke, John DeLorean snimljen je kako prima novac za sudjelovanje u krijumčarenju droge, ali je naposljetku oslobođen optužbi s obzirom na to da se radilo o namještaljci.
De Lorean DMC-12 postigao je svjetsku slavu i danas ima status kultnog automobila zahvaljujući pojavljivanju u filmskoj trilogiji Povratak u budućnost u kojoj ga je ekscentrični znanstvenik dr. Emmett L. Brown pretvorio u vremeplov, iako je do izlaska prvog filma 1985. godine tvrtka već prestala postojati.
Trenutni vlasnik tvrtke je teksaški poduzetnik Stephen Wynne.

## Povijest proizvodnje
Kad je 24. listopada 1975. u Detroitu, u saveznoj državi Michigan, osnovao De Lorean Motor Company, John DeLorean već je bio dobro poznat u automobilskoj industriji kao sposoban inženjer, poslovni inovator i najmlađa osoba koja je postala viši djelatnik General Motorsa. Početni kapital uglavnom je stigao u obliku poslovnih kredita iz banke Bank of America te formiranju partnerstva i privatnog ulaganja odabranih osoba. Kasnije je novac dolazio i iz programa koji je omogućavao auto-kućama, koje su prodavale De Loreanove automobile, da postanu dioničarima tvrtke.
U listopadu 1978. počela je gradnja tvornice u Sjevernoj Irskoj. Tvornica se sastojala od šest zgrada na površini od 61.000 m² i nalazila se u Dunmurryju, predgrađu Lisburna, a gradnja je trajala 16 mjeseci.
Proizvodnja je trebala započeti tijekom 1979. godine, ali problemi s tehnikom i budžetom odgodili su je sve do početka 1981. godine. Radnici u tvornici uglavnom su u početku bili neiskusni i mnogi od njih prije zaposlenja u DMC-u nisu imali nikakav posao u auto-industriji, što je vjerojatno pridonijelo problemima s kvalitetom kod ranijih primjeraka De Loreana DMC-12 i kasnijem osnivanju centara za garanciju kvalitete kod raznih dobavljača. Takvi centri postojali su u Kaliforniji, New Jerseyju i Michiganu te su imali zadatak riješiti probleme s kvalitetom prije dostavljanja automobila auto-kućama. Neki od problema odnosili su se na podešavanje dijelova karoserije, jačanje alternatora i podešavanje vrata u obliku galebovih krila.
Zajednički napori tvornice i tih centara u poboljšanju kvalitete uglavnom su bili uspješni, iako su pritužbe na završnu obradu povremeno još pristizale. De Loreani modelne godine 1981. imali su jednogodišnju garanciju na 12.000 milja (19.000 kilometara). Do 1982. poboljšana kvaliteta komponenata i radne snage poboljšala je kvalitetu cijele proizvodnje. Kasnije je ipak došlo do nesporazuma između trgovaca i kupaca jer su mnoge auto-kuće zbog neprimljene nadoknade odbijale besplatno izvršiti radove na vozilima koja su još bila pod garancijom.
Tijekom 1981. pojavile su se glasine da je tvrtka za modelnu godinu 1983. imala planove o početku proizvodnje modela DMC-12 u limuzinskoj izvedbi s četverim vratima, također u obliku galebovih krila, i karoserijom od nehrđajućeg čelika s vjerojatno većim međuosovinskim razmakom. 
Nakon financijskih problema, slabe potražnje i niza drugih poteškoća, tvrtka je 1982. godine otišla u stečaj, odvevši u propast 2.500 radnih mjesta i preko 100 milijuna dolara uloženog novca. Otprilike 9.000 primjeraka De Loreana DMC-12 proizvedeno je od siječnja 1981. do prosinca 1982., iako su točne informacije o broju proizvedenih automobila nejasne, a procjene različite. Neki od automobila proizvedenih 1982. nikad nisu izvezeni u SAD jer tamošnji dobavljač nije bio u mogućnosti "kupiti" ih od tvornice u Sjevernoj Irskoj. Prema procjenama iz 2007. danas je od 9.000 proizvedenih primjeraka De Loreana DMC-12 još njih otprilike 6.500 u voznom stanju.
Iako oslobođen optužbi za krijumčarenje droge, John DeLorean je sve do devedesetih godina 20. stoljeća vodio brojne pravne bitke proizašle iz stečaja tvrtke, a u rujnu 1999. je i osobno proglasio bankrot te je u ožujku 2000. bio prisiljen napustiti svoje imanje u New Jerseyju. Preminuo je 19. ožujka 2005. od posljedica moždanog udara u 80. godini života.
U kolovozu 2007. pojavile su se glasine da bi zbog velike potražnje De Lorean DMC-12 mogao ponovo u proizvodnju, jer je američki poduzetnik Stephen Wynne otkupio preostale dijelove automobila i planira ih sastaviti u Houstonu.

## Delorean, DeLorean ili De Lorean?
Prezime De Lorean se često susreće napisano bez razmaka: DeLorean. Međutim, pisaćim strojem pisani tvornički dokumenti univerzalno koriste razmak, pa je to očito točan naziv tvrtke. U tim dokumentima, kao i na stilskim elementima i samim automobilima, "polurazmak" se nalazi između dvije riječi, što je vjerojatno pridonijelo tome da mnogi tu nisu vidjeli nikakav razmak. 
Osnivač tvrtke svoje je ime izvorno pisao John Delorean, ali je prezime kasnije počeo pisati kao De Lorean. Tijekom djelovanja tvrtke, razmak je uglavnom koristio isključivo u poslovne svrhe. Oblik DeLorean predstavlja neku vrstu kompromisa između dva oblika.

## Vanjske poveznice
- DeLorean Motor Company (Texas)
- DeLorean Europe